# 范九伦
范九伦（1964年11月—），男，汉族，河南温县人，中华人民共和国政治人物。曾任西安邮电大学校长。2023年1月，当选为陕西省政协副主席。